# CASA C-201 Alcotán
EL CASA C-201 Alcotán (xoriguer en castellà) fou un avió de transport bimotor manufacturat durant la dècada dels cinquanta per la companyia espanyola Construcciones Aeronáuticas S.A. (CASA) en comanda del Ministeri de l'Aire d'Espanya l'any 1946. Sent el primer a avió d'una sèrie de tres que havien de revitalitzar el sector aeronàutic espanyol (sent els altres dos el C-202 Halcón i el C-207 Azor).

## Disseny
L'aparell, des de la seua concepció presentava un disseny prou estàndard, monoplà d'ala baixa, bimotor i amb tren d'aterratge en configuració convencional que utilitzava les navetes dels motors per retraure's a l'envol. El fuselatge era de construcció completament metàl·lica.

## Desenvolupament
Fruit de política econòmica seguida pel govern franquista després de la Segona Guerra Mundial, el sector aeronàutic tingué uns anys de baixa activitat, limitant-se aquesta a la construcció sota llicència d'aparells estrangers.
Però això canvià quan, l'any 1964 el Ministeri de l'Aire inicià un programa per impulsar el sector i en especial, el desenvolupament de dissenys propis. Conseqüentment, es reorganitzà l'Oficina de Proyectos assentant-se les bases pels projectes per tres avions de transport: Alcotán, Halcón i Azor, tots sota la direcció de CASA. L'Alcotán s'ideà com a transport bimotor amb capacitat per una tona d'equipament i un rang mínim de 1000 quilòmetres. Inicialment s'encomanaren dos prototips que servirien per demostrar la viabilitat del projecte en les distintes funcions que eren requerides per l'Exèrcit de l'Aire: transport personal, bombardeig mitjà, reconeixement i instrucció (de vol i operativa). També s'establí el projecte de producció: cent aparells a assemblar-se en Getafe amb la construcció de les peces feta a Cadis.
L'elecció de la planta motriu de l'aparell fou complicada i, acabaria sent el Taló d'Aquil·les del projecte Alcotán. Els prototips foren equipats amb motors radials Pratt & Whitney R-1340 Wasp-H de 410 kW (550 CV) però el desig de fer servir motors espanyols junt amb les dificultats de comerç imposades per les sancions dels antics Aliats feu que acabés escollint-se el motor ENMASA Sirio S-VII-A de 373 kW (500 CV). No obstant això la industrial local fou incapaç de produir-ne al ritme desitjat així que l'Estat hagué de comprar motors Armstrong Siddeley Cheetah-XXVII de 354 kW (475 CV) i fins-i-tot emprat quatre Alvis Leonides-503, de 375 kW (503 CV) per equipar les unitats desena i onzena.
El primer prototip s'enlairà l'11 de febrer de 1949 però a pesar d'haver produït els cent fuselatges requerits, només onze habien rebut motors l'any 1956. Aquest fracàs feu que l'any 1962 el projecte Alcotán fóra cancel·lat i CASA indemnitzada pels fuselatges produïts que mai serien motoritzats. Aquests serien desballestats o emprats com a recanvis per les onze unitats ja construïdes que sí que veurien un servei limitat a les mans de l'Exèrcit.

## Variants

### C-201A
Versió inicial amb motors Armstrong Siddeley Cheetah-XXVII de 354 kW (475 CV).

#### C-201D
Subvariant del C-201A adaptada per l'entrenament de nous pilots (vol sense visibilitat, navegació, comunicació...).

#### C-201E
Subvariant del C-201A adaptada per dur a terme reconeixement i bombardeig mitjà.

### C-201B
Variant millorada amb motors ENMASA Sirio S.VII-A de 373 kW (500 CV).

#### C-201F
Subvariant del C-201B adaptada per l'entrenament de nous pilots (vol sense visibilitat, navegació, comunicació...).

#### C-201G
Subvariant del C-201B adaptada per dur a terme reconeixement i bombardeig mitjà.

## Especificacions (C-201A)

### Característiques generals
- Tripulació: 2.
- Capacitat: 10 passatgers.
- Longitud: 13,80 m.
- Envergadura: 18,40 m.
- Altura: 3,85 m.
- Superfície alar: 41,80 m².
- Pes buit: 3550 kg.
- Pes màxim: 5095 kg.
- Planta motriu: 2 motors radial Armstrong Siddeley Cheetah-XXVII de 354 kW (475 CV).

### Rendiment
- Velocitat màxima: 325 km/h.
- Abast: 1000 km.
- Sostre: 5600 m.